# Kravica (Bratunac)
Pour les articles homonymes, voir Kravica.
Kravica (en serbe cyrillique : Кравица) est un village de Bosnie-Herzégovine. Il est situé dans la municipalité de Bratunac et dans la république serbe de Bosnie. Selon les premiers résultats du recensement bosnien de 2013, il compte 602 habitants.
Nota: Ce village n'a pas de chute d'eau. Les chutes de Kravica sont situées au Sud du pays (cf Kravice Waterfall) 

## Histoire
L'attaque de Kravica a eu lieu le 7 janvier 1993, lorsque les forces musulmanes de l'ARBiH, dirigées par Naser Orić, ont attaqué le village; défendu par les gardes du village.

## Démographie

### Répartition de la population (1991)
En 1991, le village comptait 363 habitants, répartis de la manière suivante :

### Communauté locale
En 1991, la communauté locale de Kravica comptait 3 359 habitants, répartis de la manière suivante :